# Carole Shelley
Carole Augusta Shelley (Londres, 16 de agosto de 1939 - Nova Iorque, 31 de agosto de 2018) foi uma atriz britânica. Em 1979 venceu o Tony Award por sua atuação em The Elephant Man.

## Biografia
Carole Shelley nasceu em Londres, em 16 de agosto de 1939, mas se naturalizou norte-americana. Ela estreou no cinema em O Preço de Uma Vida (1949). Em 1965 estreou na Broadway na peça The Odd Couple de Neil Simon. O texto foi adaptado para o cinema, e Shelley voltou a repetir o papel que fizera nos palcos anos antes.
Seus outros créditos no cinema incluem os filmes O Homem Que Odiava as Mulheres (1968) e Um Tipo Meio Louco (1969), mas sua carreira foi quase que exclusivamente dedicada ao teatro.
Também trabalhou como dubladora em desenhos da Disney, como The Aristocats (1970), Robin Hood (1973) e Hércules (1997).

## Filmografia
| Ano  | Título                  | Pape                       | Nota(s)      |
| ---- | ----------------------- | -------------------------- | ------------ |
| 1949 | Give Us This Day        | Bit part                   | sem créditos |
| 1949 | The Cure for Love       |                            |              |
| 1956 | It's Great to Be Young  | Peggy, The Angel Hill Kids |              |
| 1961 | Carry On Regardless     | Helen Delling              |              |
| 1961 | No, My Darling Daughter | First Typist               |              |
| 1963 | The Cool Mikado         | Mrs. Smith                 |              |
| 1963 | Carry on Cabby          | Dumb Driver                |              |
| 1968 | The Odd Couple          | Gwendolyn                  |              |
| 1968 | The Boston Strangler    | Dana Banks                 |              |
| 1969 | Some Kind of a Nut      | Rita                       |              |
| 1970 | The Aristocats          | Amelia Gabble              | voz          |
| 1973 | Robin Hood              | Lady Kluck                 | voz          |
| 1986 | The Whoopee Boys        | Henrietta Phelps           |              |
| 1991 | Little Noises           | Aunt Shirley               |              |
| 1991 | The Super               | Irene Kritski              |              |
| 1994 | Quiz Show               | Cornwall Aunt              |              |
| 1994 | The Road to Wellville   | Mrs. Hookstratten          |              |
| 1997 | Jungle 2 Jungle         | Fiona                      |              |
| 1997 | Hércules                | Lachesis                   | voz          |
| 2000 | Labor Pains             | Madge                      |              |
| 2005 | Bewitched               | Aunt Clara                 |              |